# Коаста (Голешти)
Коаста (рум. Coasta) насеље је у Румунији у округу Валча у општини Голешти. Oпштина се налази на надморској висини од 385 m.

## Становништво
Према подацима из 2002. године у насељу је живело 109 становника, од којих су сви румунске националности.